# La Crucifixion du Parlement de Paris
La Crucifixion du Parlement de Paris est un tableau peint vers 1449, conservé au musée du Louvre depuis 1904. Ce tableau, commandé  pour  le Parlement de Paris, pourrait être attribué à André d'Ypres.

## Histoire du tableau
Le tableau a été réalisé au milieu du XVe siècle, pour la Grande Chambre du Parlement de Paris, où il est  d'abord resté jusqu'à la Révolution. Après un premier passage au Muséum central de 1799 à 1808, les magistrats de la cour d'appel de Paris obtiennent le retour du tableau  au palais de Justice. C'est avec les mesures de laïcisation, en 1904, prescrivant le retrait des emblèmes religieux des tribunaux, que le tableau rejoint à nouveau le Louvre.
La présence d'une Crucifixion dans une salle de Justice dépasse le rappel d'humilité et d'intégrité adressé aux juges ; il s'agit d'asseoir l'institution judiciaire et donc d'assurer une forme de continuité  entre l'Église et l'Institution.

## L'auteur du tableau
Ce tableau a été réalisé pour Dreux Budé, haut fonctionnaire royal, dont la carrière culmine vers 1450 . Le Maître de Dreux Budé, ainsi baptisé du nom de son commanditaire, pourrait être identifié, selon une hypothèse récente, à André d'Ypres, amiénois installé à Paris à partir de 1444, et qui mourut à Mons (Hainaut) en 1450. La Crucifixion du Parlement de Paris aurait pu être achevée à cette date.

## Description
Il s'agit d'une huile sur bois de chêne (dimensions : hauteur : 1,45 m ; longueur : 2,70 m ; hauteur du gâble central : 2,26 m) conformément aux constructions  des retables  polyptyques. Bien que ce tableau ne fût jamais posé sur un autel, sa structure, composée de trois patries distinctes, en observe les règles : grandeur de l'ensemble, découpage en  panneaux, différenciation des scènes et encadrement architectonique (moulures, arcs trilobés, pinacle surmontant l'ensemble).

## Iconographie
Plusieurs thèmes de l'iconographie chrétienne se retrouvent dans cet ensemble  :
- Au centre de la composition : la Crucifixion, soit Jésus sur la Croix entouré  des trois saintes Maries et de Jean.
- C'est aussi une Conversation sacrée car la scène centrale se complète  sur les panneaux latéraux de saints dont les  vies sont postérieures comme l'attestent les paysages et bâtiments médiévaux des décors du fond.
- C'est enfin une Trinité verticale dite « Trône de grâce », car Dieu le Père surplombe la scène centrale accompagné du Saint-Esprit, les trois déités étant alignées verticalement.

### Partie centrale
La partie centrale est surélevée  pour mettre en valeur la croix. Le long de l'arc en accolade, on observe six anges  sculptés. Le sommet de l'arc du pinacle comporte un socle sur lequel devait se trouver une statuette aujourd'hui disparue. Sous l'arc en accolade, Dieu le père apparaît, entouré d'anges, dans un halo de lumière, accompagné d'une colombe représentant le Saint-Esprit dans la représentation conforme de la Sainte Trinité.
Au pied de la croix, sont groupés les trois Maries, soit la Vierge, entourée des deux autres femmes Marie-Madeleine et 
Marie-Salomé, et saint Jean l'évangéliste.

### Parties latérales
De chaque côté de la partie centrale, quatre arceaux polylobés déterminent les emplacements respectifs, de  quatre personnages importants :
- À la droite du Christ, on trouve  saint Jean Baptiste et saint Louis. Représenté en ascète, vêtu d'une tunique en peau de chameau, saint Jean Baptiste désigne un agneau, symbole du Christ sacrifié. Saint Jean Baptiste  est en position de dialogue avec saint Louis dans un contexte où celui-ci a acquis un fragment de la tête de saint Jean, situé dans le trésor de la Sainte-Chapelle tout proche. Saint Louis est vêtu d'un manteau d'apparat bleu, semé de fleurs de lys, et tient un sceptre dans la main droite[6].

- À gauche du Christ, on trouve Charlemagne et saint Denis. Saint Denis, évêque de Paris, martyrisé vers le milieu du IIIe siècle, vient d'avoir la tête tranchée sur le mont des Martyrs (Montmartre) : il tient sa tête entre les mains et se dirige vers  l'emplacement de sa sépulture (à Saint-Denis). Derrière lui se place  un groupe d'hommes où on distingue, à l'arrière-plan, le juge avec son bonnet pointu et son manteau rouge et or, et au premier plan, le bourreau avec son épée tachée de sang. Le bourreau va décapiter deux compagnons de saint Denis : le prêtre Rustique et le diacre Éleuthère ; l'un d'eux étant sur la droite, en chemise blanche. Au premier plan de l'attroupement, le notable à la robe chamarrée est probablement le proconsul Fescennius, qui, du temps de Domitien, aurait fait arrêter et supplicier Denis et ses compagnons. Quant à Charlemagne, il tient une épée dans sa main droite et un orbe de cristal de roche dans sa main gauche (ce dernier avait été canonisé en 1165, et son culte était très répandu dans le royaume de France).

Au bas du tableau, au pied de la croix, les ossements épars seraient ceux d'Adam conformément à l'iconographie religieuse de la Crucifixion et des Trinités verticales.

### L'arrière-plan
À l'arrière-plan, on peut voir certaines vues de Paris : à gauche une vue depuis la terrasse de l'hôtel de Nesles (avec sa tour) sur la Seine, la forteresse du Louvre (siège du pouvoir royal) et l'hôtel du Petit-Bourbon.
À droite, le palais de la Cité, actuel palais de justice. L'entrée du palais, dénommée Porte du beau roi Philippe comporte, au niveau du trumeau, la statue de Philippe le Bel, et, à droite, la niche vide où se trouvait l'effigie d'Enguerrand de Marigny, abattue en 1315, l'année où il fut condamné à être pendu.
Au centre, derrière saint Denis : Montmartre, lieu de son supplice, qui  symbolise le Golgotha, lieu du supplice du Christ.

## Style
L'encadrement est de style gothique flamboyant. Sur le tableau, tous les personnages sont de style 
flamand. Ainsi, le visage de Marie, au pied droit de la croix, est d'un type semblable à celui de la femme soutenant Marie évanouie dans la Descente de Croix (vers 1430) de Roger Van der Weiden (musée du Prado, Madrid). Le perizonium serait d'inspiration germanique. Toujours dans la partie centrale, saint Jean  l'évangéliste a une silhouette qui est tout à fait semblable à celle du même personnage sur le Calvaire, réalisé par Roger van der Weiden (visible au Monastère de l'Escurial).
On notera également, dans la partie gauche du tableau, celle où on aperçoit le Louvre, la succession de plans qui évoque le paysage que Jan Van Eyck a réalisée dans la Vierge du chancelier Rolin (vers 1445), avec notamment la présence, dans ces deux tableaux, du motif de l'homme appuyé sur un parapet, penché en avant, invitant le spectateur à pénétrer dans le tableau.
Toujours à gauche du tableau, saint Jean Baptiste fait penser à son homologue sur l'un des panneaux du retable peint en 1438 par le Maître de Flemalle pour le franciscain Heinrich Werl (Heinrich Werl présenté par saint Jean Baptiste),.